# Francesco Grimaldi di Monaco
Francesco Grimaldi (* im 13. Jahrhundert; † 1309 in Ventimiglia), genannt Malizia oder „der Listige“, war der Anführer der Guelfen, die in der Nacht des 8. Januar 1297 die Festung Monaco eroberten.

## Biografie
Francesco war der Sohn von Guglielmo, aus der genuesischen Adelsfamilie der Grimaldi, und von seiner Frau Giacoba, aus einer unbekannten Familie.
Die Familie stammte von Grimaldo ab, der 1162, 1170 und 1184 Konsul der Republik Genua gewesen war.

Fürstliches Wappen der Grimaldi von Monaco

Obwohl er nur über eine kleine Armee verfügte, verkleidete er sich als Franziskaner, der für die Nacht Asyl suchte. In der Nacht öffnete er seinen Soldaten die Türen, um die Burg mit seinem Cousin Raniero I., dem Herrn von Cagnes, in Besitz zu nehmen. Dieses Ereignis wird im monegassischen Wappen in Erinnerung behalten, auf dem zwei mit Schwertern bewaffnete Ordensbrüder als Schildhalter auf dieses Ereignis hinweisen. Er hielt die Zitadelle von Monaco vier Jahre lang, bevor er von den Genuesen vertrieben wurde. Der Kampf um den „Felsen“ wurde von seinen Verwandten übernommen.
Er heiratete 1295 Aurelia Del Carretto und hatte keine Kinder aus dieser Ehe. Die modernen Grimaldis sind daher keine Nachkommen von Francesco. Nach seinem Tod, 1309, wurde er von seinem Cousin (und Stiefsohn), Raniero I., Herr von Cagnes, abgelöst. Erst am 12. September 1331 erhielt Ranieros Sohn Carlo nach dem Rückzug der Ghibellinen die Festung Monaco vom französischen König wieder zugesprochen.
Die Familie Grimaldi hat mit den Nachkommen des Cousins die Regentschaft von Monaco bis heute beibehalten. Über hundert Jahre nach dem Staatsstreich kauften die Grimaldis 1419 Monaco von der Krone Aragons und wurden zu den offiziellen und unbestrittenen Herrschern des „Felsens von Monaco“.

## Gedenkinschrift
Eine Inschrift in fünf Sprachen (Monegassisch, Französisch, Englisch, Deutsch und Italienisch) ist in Monaco, auf dem Platz vor dem Fürstenpalast, neben der modernen Statue von Francesco Grimaldi, zu sehen:

„Storicu de Francescu Grimaldi ditu Maliçia
U oetu de zena d’u mila dui çentu nunanta sete, de sëra, Francescu Grimaldi arriva cun ün statagema a s’impadruni d’a furteça bastia da i Genuesi scïu d’u schoeyu de Munëgu: vestiu da frate, se fa droeve ë porte e piya ë gardie per sürpresa.
E cisci fandu devegne u primu Grimaldi a regna sciü de Munëgu.
Ün suvegni d’achëstu cou de man, e stau stranumau Maliçia che voe di Fürbu.“

„Geschichte von Francesco Grimaldi genannt der Listige
Am 8. Januar 1297 gelingt es Francesco Grimaldi abends mit einem Trick die von den Genuesen erbaute Festung auf der Festung Monaco zu erobern: Als Mönch verkleidet, öffnet er die Türen und überrascht die Wachen.
Er wird der erste Grimaldi, der über Monaco regiert.
In Erinnerung an diese Episode wurde er Malizia oder Listige genannt.“